# Gertrude de Nesle-Soissons
Pour les articles homonymes, voir Nesle (homonymie).
Gertrude de Nesle-Soissons (1185 - † 26 septembre 1220), fille de Raoul Ier de Soissons et d'Alix de Dreux petite-fille de Louis VI.

## Ascendance
Hugues Capet →  Robert II de France → Henri Ier de France → Philippe Ier de France → Louis VI de France → Robert Ier de Dreux → Alix de Dreux → Gertrude de Nesle-Soissons

## Mariage et descendance
Gertrude épouse en premières noces le comte Jean de Beaumont, le dernier comte de sa maison, mort sans postérité en 1223, fils du comte Mathieu II de Beaumont.
En 1193 elle épouse en secondes noces le connétable Mathieu II de Montmorency (v. 1174 - 1230), fils de Bouchard V de Montmorency et de Laurence de Hainaut, fille de Baudouin IV de Hainaut. De ce mariage sont issus :
- Bouchard VI de Montmorency (? - 1er janvier 1243) ;
- Mathieu de Montmorency, comte de Ponthieu (? - 1250), épouse Marie de Ponthieu, comtesse de Ponthieu suo jure ;
- Jean de Montmorency.

- Il ne faut pas la confondre avec sa cousine germaine homonyme, autre Gertrude de Soissons, fille puînée de Jean (châtelain de Bruges, sire de Nesle, Falvy et La Hérelle, frère cadet du comte Raoul le Bon), dame de Nesle qu'elle transmet à son deuxième mari Raoul (II) de Clermont (Ier de Clermont-Nesle), épousé vers 1203/1207, seigneur d’Ailly, Paillart et Tartigny (fils de Simon (Ier) de Clermont, le frère cadet du connétable-comte Raoul Ier de Clermont le Roux), d'où la Maison de Clermont-Nesle (parmi leur dizaine d'enfants, leur fils aîné fut Simon II, père du connétable Raoul II de Clermont-Nesle ; un des cadets fut Renaud-Geoffroy/Godefroy évêque de Beauvais en 1234-1236, et un autre Raoul de Tartigny ; la benjamine fut Isabelle x son neveu Renaud Ier de Dargies ci-après). 
Son premier mari était probablement Renaud Ier de Mello († vers 1201/1204), mais la suite est incertaine : d'où ? Isabeau de Mello x Simon d'Argies < Renaud Ier d'Argies x ? sa tante Isabelle de Clermont-Nesle ci-dessus < certains auteurs sautent cette génération : Gobert Ier d'Argies x Isabelle/Ide de Meulan-Gournay fille d'Amaury II et petite-fille d'Amaury Ier ? ou x Ide fille du comte Jean III de Soissons-Nesle ? < certains auteurs sautent cette génération : Renaud II d'Argies  < Jeanne d'Argies dame de Catheux, † 1334, x 1° Hugues Ier comte de Soissons-Nesle, fils du comte Jean IV et petit-fils du comte Jean III : parents de la comtesse Marguerite de Soissons, d'où succession ; x 2° Jean de Charolais de Clermont fils de Robert de France : d'où postérité ; x 3° Hugues de Châtillon-St-Pol, fils de Jacques Ier de Leuze, Condé, Carency, Bucquoy, Aubigny : d'où postérité.  